# LG Optimus 4X HD
LG Optimus 4X HD – smartfon działający pod kontrolą Androida, zaprojektowany i wyprodukowany przez LG Electronics. Optimus 4X HD, razem z HTC One X i Samsungiem Galaxy S3 był pierwszym na świecie smartfonem zaprezentowanym z czterordzeniowym procesorem, oraz czwartym telefonem z serii Optimus. LG zaprezentowało Optimusa 4X HD na Mobile World Congress. Optimus 4X HD wyposażony był w Androida 4.0 Ice Cream Sandwich. Od kwietnia 2013 możliwa jest aktualizacja do Androida 4.1 Jellybean.

## Podzespoły
LG Optimus 4X HD był pierwszym telefonem z procesorem Nvidia Tegra 3 który oferował znaczną wydajność w grach mobilnych. LG Optimus 4X HD był także pierwszym telefonem zaprezentowanym z czterordzeniowym procesorem. Procesor miał cztery fizyczne rdzenie taktowane 1,5 GHz z dodatkowym nisko taktowanym piątym rdzeniem. Piąty rdzeń taktowany jest do 500 MHz i uruchamia się gdy telefon jest bezczynny lub wykonywane są tylko proste działania, takie jak aktywny tryb gotowości lub odtwarzanie muzyki.
LG Optimus 4X HD wyposażony jest w wyświetlacz True HD IPS z bardzo wysoką rozdzielczością HD (313PPI), umieszczony w cienkiej obudowie o grubości 8.9 milimetrów. Urządzenie było dostępne w czarnym lub białym kolorze. LG Optimus 4X HD ma także 12 rdzeniowy procesor graficzny. Optimus 4X HD posiada tylny 8 megapikselowy aparat z diodą LED, wspierający nagrywanie w 1080p oraz 1,3-megapikselowy  aparat na przodzie do nagrywania, konferencji lub zdjęć. Urządzenie posiada także baterię Li-Ion o pojemności 2150 mAh, pozwalającą na działanie w trybie czuwania do 730 h (2G) / 686 h (3G) oraz w czasie rozmów do 9 h 20 min (2G) / 10 h 50 min (3G). Slot kard Micro SD pozwala na rozszerzenie pamięci telefonu do 64 GB. Telefon wyposażony jest w wewnętrzną pamięć 16 GB (12 GB do użytkowania) oraz 1 GB pamięci RAM.
Telefon ma możliwy do odblokowania bootloader, który pozwala na uruchamianie oprogramowania niepochodzącego od LG, oraz na uruchamianie custom ROM'ów takich jak CyanogenMod.

## System
LG Optimus 4X HD fabrycznie posiada Androida w wersji 4.0.3 (Ice Cream Sandwich) z nakładką producenta Optimus UI v3.0. Telefon może być zaktualizowany do Androida 4.1.2 (Jelly Bean 1) poprzez program LG PC Suite.  System posiada wbudowane funkcje takie jak: integracja SNS, wyjście TV, odtwarzacz MP3/WAV/WMA/eAAC+, organizer, edytor dokumentów, Wyszukiwarkę Google, Mapy, Gmail, głosowe notatki/dialer/komendy oraz inne zintegrowane funkcje. Przeglądarka wspiera HTML5 i Adobe Flash.
Quick Memo pozwala na utworzenie zrzutu ekranu oraz rysowanie na nim.
Dla telefonu są też dostępne custom ROM'y. CyanogenMod 11, oparty na Androidzie 4.4, jest dla niego dostępny. Dostępny jest także nieoficjalny CyanogenMod 12.1 (Android 5.1.1).

## Obudowa
LG Optimus 4X HD posiada prostokątną obudowę z dwoma przypominającymi chrom paskami po bokach telefonu. Telefon posiada zdjemowaną osłonę baterii. Przycisk zasilania umieszczony jest na górnej krawędzi telefonu, a przyciski głośności umieszczone są na jego lewym boku. Front telefonu chroniony jest przez szkło Gorilla Glass pierwszej generacji, która zapewnia ochronę przed zarysowaniem. Po lewej stronie górnej krawędzi znajduje się gniazdo jack 3.5mm. Port micro-USB umieszczony jest na spodzie telefonu.

## Historia
LG zapowiedziało 6 nowych smartfonów z nową i ulepszoną specyfikacją na Mobile World Congress w 2012, także ich ówczesnego sztandarowego modelu, Optimusa 4X HD. LG Optimus 4X HD został dopuszczony do sprzedaży w czerwcu 2012. Kosztował on £454.98, lecz po 8 miesiącach cena została zredukowana do £299.92.

## Nazewnictwo
- LG P880
- LG P880g (wersja kanadyjska)